# Orden van de Sovjet-Unie
De voormalige Sovjet-Unie heeft veel onderscheidingen ingesteld en ook op zeer grote schaal aan haar burgers en ook aan vreemdelingen, verleend. De Orden van de Sovjet-Unie en de twee gouden sterren worden op deze pagina beschreven. Voor medailles, zie: Medailles van de Sovjet-Unie.
Deze orden zijn socialistische orden van Verdienste, zij verschillen in vorm en organisatie van de Europese ridderorden zoals die door de tsaar en na de Oktoberrevolutie door de democratische regering van Kerenski werden verleend.
Eerst waren er enkel de nieuw ingestelde orden van de Sovjetrepublieken. Deze maakten in de jaren '20 plaats voor de gecentraliseerde Orden van de Sovjet-Unie.
Na het uiteenvallen van de Sovjet-Unie in december 1991 werden deze onderscheidingen niet langer verleend. De Russische Federatie, de grootste opvolger van de Sovjet-Unie, heeft een aantal onderscheidingen in een iets andere vorm verder verleend. Zo werd de "Held van de Sovjet-Unie" vervangen door de orde "Held van de Russische Federatie".

## De hoogste onderscheidingen

### De "Orde van de Overwinning"
Dit was de hoogste militaire onderscheiding in de Sovjet-Unie en is, omdat de Orde van de Overwinning zo zelden is verleend, een van de zeldzaamste onderscheidingen ter wereld.
De op 8 november 1943 ingestelde orde werd alleen aan generaals en maarschalken verleend. Zij moesten "door met succes bekroonde offensieven aan één of meerdere fronten een radicale verbetering van de strategische positie van het Rode Leger hebben bewerkstelligd".
De zeer kostbaar uitgevoerde ster is van platina en is de enige moderne Russische onderscheiding die met edelstenen is ingelegd. De ster werd met robijnen en briljanten ingelegd. Deze orde is twintigmaal verleend. Onderscheiden werden onder andere:
- Maarschalk Jozef Stalin
- Maarschalk Georgi Zjoekov
- Leonid Brezjnev
- Koning Michaël van Roemenië
- Generaal Dwight Eisenhower

Na de Grote Vaderlandse Oorlog, zoals de Tweede Wereldoorlog in Rusland genoemd wordt, is deze orde niet meer verleend.
Generaal Eisenhower vertelde Prins Bernhard der Nederlanden dat hij zijn ster had laten taxeren; het was een grote teleurstelling; de "edelstenen" bleken uit strass te bestaan die van speciaal glas gemaakt zijn.

### De Medaille van de Gouden ster (Held van de Sovjet-Unie)
Deze "Medalj Zolotaja Zvezda" was drie onderscheidingen in één; de ontvanger mocht zich "Held van de Sovjet-Unie" noemen en kreeg tegelijkertijd ook de Leninorde. Wanneer de orde een tweede maal was verleend werd hieraan ook een standbeeld in zijn of haar geboorteplaats toegevoegd. De kleine gouden ster woog 21 gram en was van 24 karaat goud. Op de achterzijde staat "Geroj SSSR" (Russisch: "Held van de Sovjet-Unie") gegraveerd.
De onderscheiding werd door het Presidium van de Opperste Sovjet (Het "Parlement" van de Sovjet-Unie) aan burgers en militairen verleend voor het bevorderen van vrede, naastenliefde en socialisme, maar ook voor het verdedigen van het vaderland en heroïsche inzet om anderen te redden uit gevaar.
De op 16 oktober 1939 ingestelde onderscheiding werd in totaal 12745 maal verleend, waarvan 11635 maal tijdens de Tweede Wereldoorlog. 101 mensen kregen de medaille twee keer, twee gevechtspiloten, Aleksandr Pokrysjkin en Ivan Kozjedoeb droegen drie van deze sterren en maarschalk Georgi Zjoekov en Leonid Brezjnev kregen in strijd met het statuut van de orde zelfs viermaal deze onderscheiding.
Zjoekov kreeg zijn vierde medaille ter gelegenheid van zijn 60e verjaardag.
De Afghaanse Oorlog (1979-1989) leverde 65 militairen de titel "Held van de Sovjet-Unie" op.
Anders dan in Europa gebruikelijk is werden deze sterren dagelijks op colbertjasjes en uniformen gedragen.
Opvallende dragers van een enkele ster:
- Richard Sorge, de Russische meesterspion in Tokyo.
- Valentina Teresjkova, de eerste vrouwelijke ruimtevaartster (kosmonaute).
- Anna Jegorova, een vrouwelijke gevechtspiloot.
- Vasili Zajtsev, de sluipschutter die in Stalingrad en elders aan het front 242 Duitsers doodde.

Opvallende dragers van een tweede ster:
- Semjon Timosjenko
- Azi Aslanov
- Ivan Bagramjan
- Nelson Stepanjan
- Sydir Kovpak - Partizanenleider in Oekraïne
- Amet-Han Sultan
- Aleksej Fjodorov
- Kliment Vorosjilov
- Issa Pliejev

Buitenlandse dragers van deze medaille:
- Phạm Tuân
- Gamal Abdel Nasser
- Ramón Mercader
- Mirosław Hermaszewski
- Fidel Castro
- Rakesh Sharma

### De Gouden Medaille van de Hamer en Sikkel (Held van de Socialistische Arbeid)
Deze onderscheiding (Russisch: "Zolotaja Medalj Serp i Molot") oftewel "Gouden Medaille van de Hamer en Sikkel" was de tweede orde van de Sovjet-Unie en ook de dragers van deze orde kregen een Leninorde. Zij voerden de titel "Held van de Socialistische Arbeid" (Russisch: "Герой Социалистического Труда, Geroj Sotsialistitsjeskogo Troeda). Deze titel had evenveel prestige als die van "Held van de Sovjet-Unie".
De medaille, een kleine gouden ster van 335 millimeter doorsnee was ontworpen door A. Pomanski en door Jozef Stalin zelf uitgekozen. Stalin heeft een aantal figuranten in diverse kostuums en ook werkkleding met gouden sterren van verschillende afmetingen bijeen laten komen en koos dit formaat. Hij moet dus tevreden zijn geweest toen hij op 20 december 1939 zelf de eerste "Held van de Socialistische Arbeid" werd.
De onderscheiding werd 19.000 maal verleend voor het verhogen van de productie en de efficiëntie in de Sovjet economie. Ook opvallende verdienste voor de cultuur, de administratie en de wederopbouw na de Tweede Wereldoorlog werd met deze orde beloond. Ongeveer een kwart van de gedecoreerden was vrouwelijk.
Niet meer dan 80 Russen en 25 Russinnen kregen een tweede Gouden Medaille van de Hamer en Sikkel uitgereikt. Zij werden allen met een bronzen buste in hun geboorteplaats geëerd.
De orde kon ook aan buitenlanders worden verleend maar dat is nooit gebeurd.
Opvallende dragers van deze medaille:
- De vliegtuigontwerper Aleksandr Sergejevitsj Jakovlev,
- Vasili Degtjarjov de bouwer van machinegeweren als de DS-39,
- Fjodor Tokarev, ontwerper van machinepistolen als de SVT-40
- Boris Sjpitalni, ontwerper van snelvuurkanonnen als de SjVAK
- De vliegtuigontwerper  Nikolaj Polikarpov,
- Vladimir Klimov, bouwer van Klimov vliegtuigmotoren.

### DeOrde van Lenin

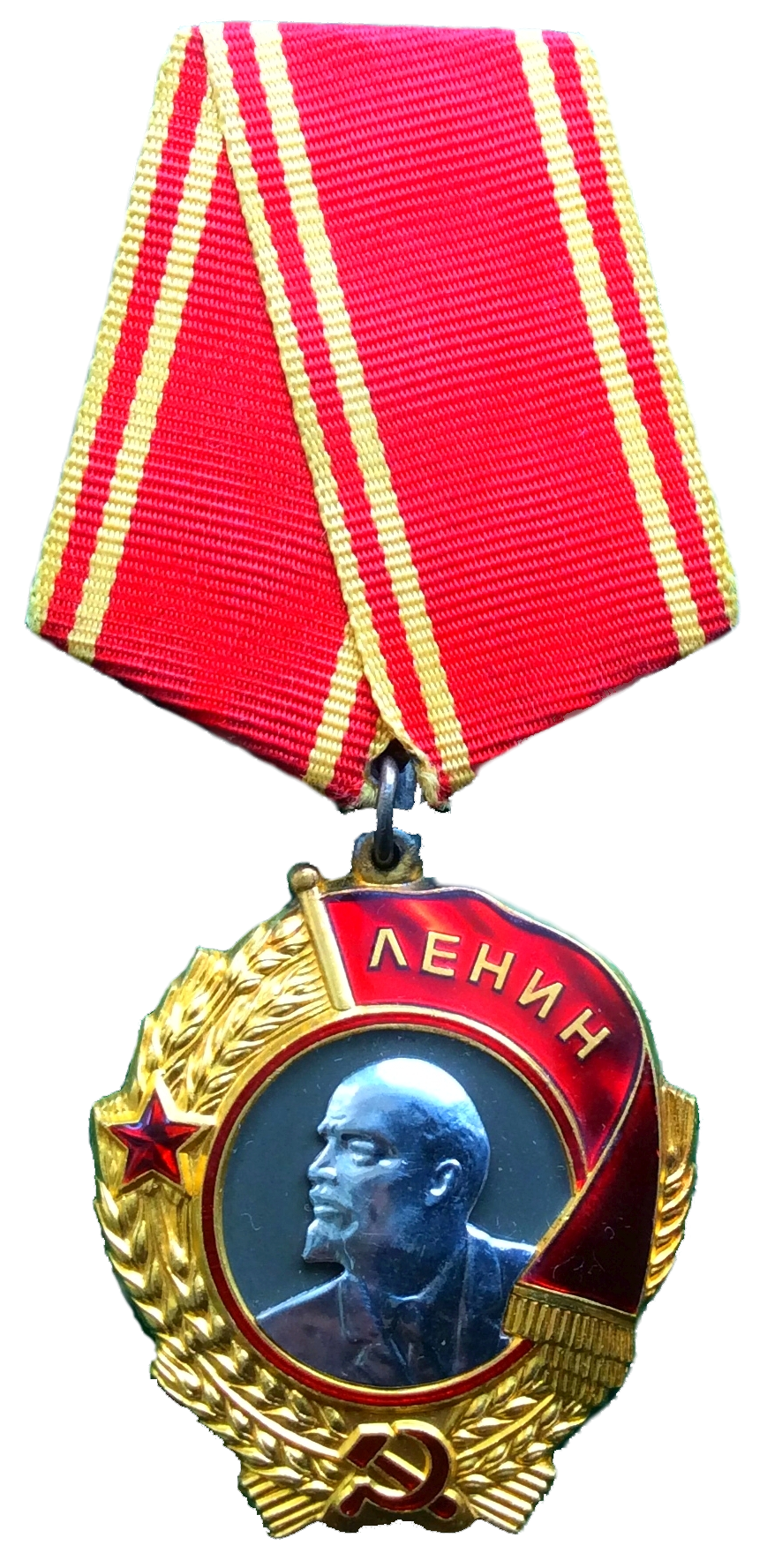
De Russische Leninorde aan het voor socialistische orden typische vijfhoekige lint.

Deze hoge onderscheiding, in het Russisch "Orden Lenina" genoemd, werd aan burgers en militairen verleend voor uitmuntende verdienste voor de landsverdediging, het bevorderen van de vrede, kunst en wetenschap. De onderscheiding werd ook aan buitenlanders verleend. Deze op 6 april 1930 gestichte orde werd ongeveer 40.000 maal verleend. De eerste kleinoden waren van zilver, in de twee jaren na 1936 waren ze van goud en daarna van platina.
Ook de Leninorde kon meermalen aan één en dezelfde persoon worden verleend.
De Orde van Lenin werd ook aan steden, bedrijven, kranten, schepen, militaire eenheden en alle veertien republieken van de Sovjet-Unie toegekend.
Opvallende verleningen:
- De stad Moskou.
- Het partijdagblad de "Pravda".
- Maarschalk Aleksandr Vasilevski kreeg de Leninorde 8 maal.
- Fidel Castro, de Cubaanse leider.
- George Formby, Brits acteur.
- Joeri Gagarin, de eerste kosmonaut.
- Armand Hammer, Amerikaans zakenman, miljardair en filantroop.
- Nikita Chroesjtsjov, premier van de Sovjet-Unie.
- Boris Michailov, de aanvoerder van het Sovjet ijshockeyteam in de jaren 70.
- Gamal Abdel Nasser, president van Egypte.
- Kim Philby, een Britse overloper.
- Josip Broz Tito, president van Joegoslavië.
- Lev Jasjin, doelman van het Sovjet-voetbalelftal.
- Maarschalk Georgi Zjoekov
- Ljoedmila Zykina, een populaire zangeres.
- Michail Kalasjnikov, de wapensmid, ontwerper van de AK-47.

Een Leninorde met een knipoog:
- Kapitein ter Zee James Bond R.N. kreeg in de film "A View to a Kill" de Lenin Orde uitgereikt omdat hij de voor Russische spionnen onmisbare Amerikaanse chipfabrieken in Silicon Valley heeft gered.

### Stalinorde

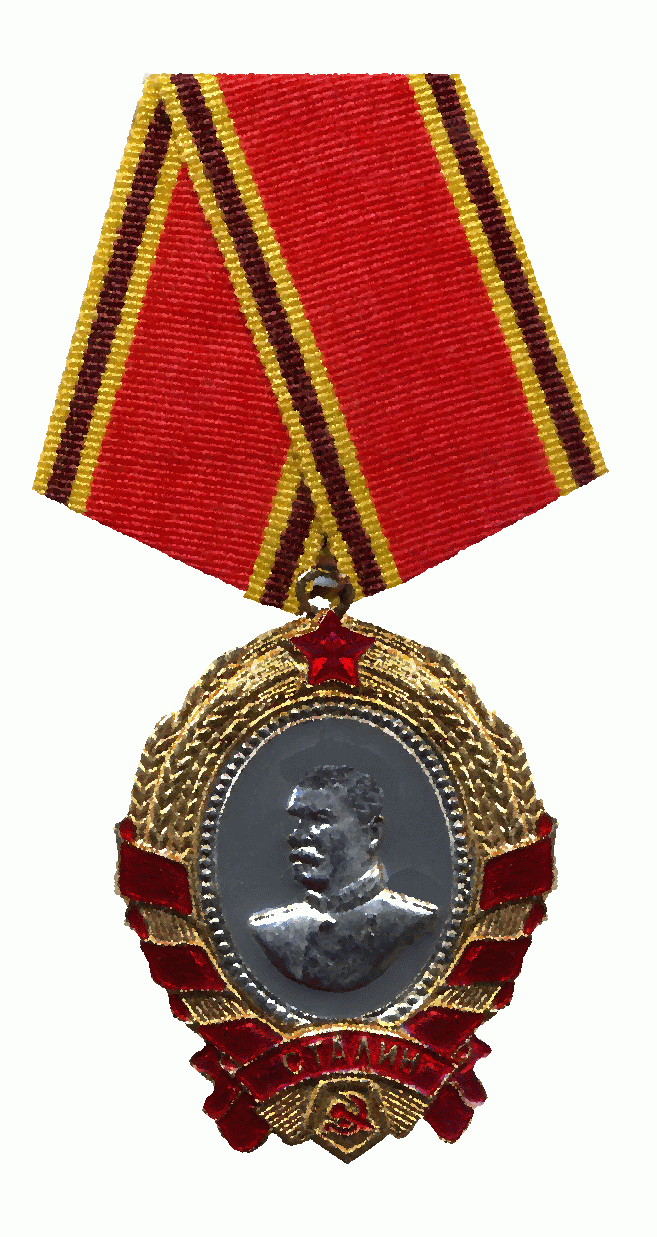
Ontwerp van de Stalinorde

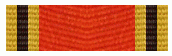

Na 1945 waren er vergevorderde plannen voor een Stalinorde, welke na diens dood in 1953 echter werden stopgezet.

## De militaire orden
| Kleinood en baton | Naam (Nederlands/Cyrillisch/Latijns schrift) | De datum van instelling | Beschrijving van de orde | Het aantal verleningen                                               |
| ----------------- | --- | ----------------------- | --- | -------------------------------------------------------------------- |
|                   | Orde van de Rode Banier Орден Красного Знамени Orden Krasnogo Znameni | 16 september 1918       | De Orde van de Rode Banier werd ook toegekend voor militaire verdienste. Voordat de Leninorde werd ingesteld was deze onderscheiding jarenlang de enige militaire orde. Vrijwel de gehele legerleiding werd op enig moment met deze orde gedecoreerd. De orde werd ook aan buitenlanders verleend. Er zijn ook kruisen zonder lint bekend die met een schroefdraad aan de achterzijde en een moer op de kleding werden bevestigd. Hoewel er geen aantallen bekend zijn moet de orde vaak zijn verleend. Op de veiling brengt deze geëmailleerde zilveren onderscheiding niet meer dan veertig euro op. | Het aantal verleningen is onbekend.                                  |
|                   | Orde van Soevorov Eerste klasse Орден Суворова первой степени Orden Soevorova pervoj stepeni | 29 juli 1942            | Deze onderscheiding werd aan commandanten verleend voor voortreffelijk leiderschap en briljant uitgevoerde en succesvolle operaties. De orde heeft drie graden en werd in platina, goud en zilver verleend. | Het aantal verleningen is onbekend.                                  |
|                   | Orde van Soevorov Tweede klasse Орден Суворова второй степени Orden Soevorova vtoroj stepeni | 29 juli 1942            | De tweede klasse werd verleend aan bevelhebbers van legerkorpsen, divisies en brigades die een overwinning behaalden op numeriek sterkere vijandelijke troepen. | Het aantal verleningen is onbekend.                                  |
|                   | Orde van Soevorov Derde klasse Орден Суворова третьей степени Orden Soevorova tretjej stepeni | 29 juli 1942            | Deze derde klasse werd verleend aan commandanten en stafofficieren die door briljant leiderschap een overwinning forceerden. | Het aantal verleningen is onbekend.                                  |
|                   | Orde van Oesjakov Eerste klasse Орден Ушакова первой степени Orden Oesjakova pervoj stepeni | 31 maart 1944           | De orde werd ten behoeve van de marine van de Sovjet-Unie ingesteld ter herinnering van Admiraal Fjodor Oesjakov, bevelhebber van de Russische Zwarte Zeevloot die in 1799 de Ionische Eilanden veroverde. Deze onderscheiding werd, net zoals de Orde van Soevorov bij de landmacht, verleend voor voortreffelijk leiderschap en briljant uitgevoerde succesvolle militaire operaties. | Er werden 47 sterren verleend.                                       |
|                   | Orde van Oesjakov Tweede klasse Орден Ушакова второй степени Orden Oesjakova vtoroj stepeni | 31 maart 1944           | | Er werden 198 sterren verleend.                                      |
|                   | Orde van Koetoezov Eerste klasse Орден Кутузова первой степени Orden Koetoezova pervoj stepeni | 28 juli 1942            | De orde van Koetoezov is de orde van de terugtocht. Deze onderscheiding is genoemd naar generaal Koetoezov die Napoleons Grande Armee in 1812 steeds verder liet oprukken en zelfs Moskou opgaf. De orde werd verleend aan de bevelhebbers van legergroepen voor het bekwaam ontwijken van vijandelijke aanvallen en het organiseren van succesvolle tegenaanvallen. | De eerste klasse werd 669 maal verleend.                             |
|                   | Orde van Koetoezov Tweede klasse Орден Кутузова второй степени Orden Koetoezova vtoroj stepeni | 8 februari 1943         | De tweede klasse werd verleend aan bevelhebbers van legerkorpsen, divisies en brigades voor het bekwaam ontwijken van vijandelijke aanvallen en het organiseren van succesvolle tegenaanvallen. | De tweede klasse werd 3 325 maal verleend.                           |
|                   | Orde van Koetoezov Derde klasse Орден Кутузова третьей степени Orden Koetoezova vtoroj stepeni | 8 februari 1943         | Deze derde klasse werd verleend aan commandanten en stafofficieren, bataljonscommandanten en bevelvoerende officieren aan het front die vijandelijke aanvallen bekwaam ontweken en succesvolle tegenaanvallen organiseerden. | De derde klasse werd 3 328 maal verleend.                            |
|                   | Orde van Nachimov Eerste klasse Орден Нахимова первой степени Orden Nachimova pervoj stepeni | 31 maart 1944           | Deze onderscheiding werd aan marinecommandanten verleend voor voortreffelijk leiderschap en briljant uitgevoerde en succesvolle operaties op zee waarbij de vijand zware schade werd toegebracht. De orde was daarmee de marineversie van de Orde van Soevorov. De orde werd ook aan buitenlandse marineofficieren verleend. | De eerste klasse werd 80 maal verleend.                              |
|                   | Orde van Nachimov Tweede klasse Орден Нахимова второй степени Orden Nachimova vtoroj stepeni | 31 maart 1944           | De tweede klasse werd verleend aan marineofficieren die een overwinning behaalden op numeriek sterkere vijandelijke eenheden. | Deze ster werd 467 maal verleend.                                    |
|                   | Orde van Bogdan Chmelnitski (1st Class) Орден Богдана Хмельницкого первой степени Orden Bogdana Chmelnitskovo pervoj stepeni                                                                                                  | 10 oktober 1943         | De eerste klasse van deze orde werd verleend aan legercommandanten wiens succesvolle leiding leidde tot de bevrijding van een stad of een regio en waarbij de vijand zware verliezen werden toegebracht. De orde werd naar de kozakkenleider genoemd die Oekraïne onder Russisch bestuur bracht. | De eerste klasse werd 323 maal verleend.                             |
|                   | Orde van Bogdan Chmelnitski Tweede klasse Орден Богдана Хмельницкого второй степени Orden Bogdana Chmelnitskovo vtoroj stepeni                                                                                                | 10 oktober 1943         | De tweede klasse werd aan commandanten verleend voor het succesvol doorbreken van het vijandelijke front of het aanvallen van de vijandelijke achterhoede. | De tweede klasse werd 2400 maal verleend.                            |
|                   | Orde van Bogdan Chmelnitski Derde klasse Орден Богдана Хмельницкого третьей степени Orden Bogdana Chmelnitskovo tretjej stepeni                                                                                               | 10 oktober 1943         | De derde klasse werd verleend aan officieren, partizanencommandanten, sergeanten, korporaals én soldaten voor opvallende dapperheid en initiatief in een gewonnen veldslag. | De derde klasse werd 5700 maal verleend.                             |
|                   | Alexander Nevski-Orde Орден Александра Невского Orden Aleksandra Nevskovo | 29 juli 1942            | De Orde van Alexander Nevski is in 1942 heropgericht. De Tsaristische orde die naar een heilige de "Orde van Sint Alexander Nevski" was genoemd was in 1918 afgeschaft. Nu Rusland in gevaar was deed Stalin het voorkomen alsof er een patriottische oorlog werd gevoerd. De nadruk lag niet meer op communisme en rode vlaggen maar historische figuren en de rijke Russische geschiedenis werden in de propaganda geroemd. Veel orden heetten nu naar generaals van de Tsaar. Alexander Nevski vocht in de 15e eeuw tegen de Duitse Orde en het lag daarom voor de hand om een onderscheiding naar hem te noemen. De orde werd ook aan 70 generaals van bondgenoten van de Sovjet-Unie verleend en aan de vaandels van 1470 Sovjetregimenten en legeronderdelen bevestigd. | Meer dan 42.000 sterren van deze orde zijn aan het leger uitgereikt. |
|                   | Orde van de Rode Ster Орден "Красная Звезда" Orden "Krasnaja Zvezda" | 6 april 1930            | De Orde van de Rode Ster werd in oorlog- en vredestijd aan de marine en het leger verleend voor buitengewone verdienste voor de landsverdediging. | Deze onderscheiding werd meer dan drie miljoen maal verleend.        |
|                   | Orde van de Vaderlandse Oorlog Eerste klasse Орден Отечественной войны первой степени Orden Otetsjestvennoj Vojny pervoj stepeni                                                                                              | 20 mei 1942             | De Orde van de Vaderlandse Oorlog werd aan de soldaten van het Rode Leger, de veiligheidsdiensten en de partizanen verleend voor "heroïsche daden". In 1985 werd besloten alle nog levende Sovjet veteranen van de Tweede Wereldoorlog de eerste of tweede klasse van deze orde te verlenen. | Deze onderscheiding werd meer dan 2,4 miljoen maal verleend.         |
|                   | Orde van de Vaderlandse Oorlog Tweede klasse Орден Отечественной войны второй степени Orden Otetsjestvennoj Vojny vtoroj stepeni                                                                                              | 20 mei 1942             | Deze onderscheiding werd op dezelfde gronden uitgereikt als de eerste klasse van de orde. | Meer dan 6,5 miljoen sterren werden uitgereikt aan de veteranen.     |
|                   | Orde van de Glorie Eerste klasse Орден Славы первой степени Orden Slavy pervoj stepeni | 8 november 1943         | De Orde van de Glorie die aan het lint van de beroemde oude Tsaristische Orde van Sint Joris wordt gedragen werd verleend aan tweede luitenants en onderofficieren van leger en luchtmacht voor dapperheid. In deze orde werd men eerst benoemd in de derde klasse. Daarna kon men worden bevorderd. | De eerste klasse werd 2620 maal uitgereikt.                          |
|                   | Orde van de Glorie Tweede klasse | 8 november 1943         | | De tweede klasse werd 46.473 maal uitgereikt.                        |
|                   | Orde van de Glorie Derde klasse | 8 november 1943         | | De derde klasse werd 997.815 maal uitgereikt.                        |
|                   | Orde van Verdienste voor het Moederland in de Strijdkrachten van de Sovjet-Unie Eerste klasse Орден "За службу Родине в Вооружённых Силах" первой степени Orden "Za sloezjboe Rodine v Vooroezjonnich Silach" pervoj stepeni  | 28 oktober 1974         | Deze orde werd toegekend voor voorbeeldige dienst in de strijdkrachten van de Sovjet-Unie in oorlog-en vredestijd. Ook in deze orde werd men eerst benoemd in de derde klasse. Daarna kon men worden bevorderd. Net als de civiele Orde van de Glorie van de Arbeid die als voorbeeld voor deze onderscheiding diende, hadden de dragers recht op een aantal privileges. | Deze ster werd 13 maal uitgereikt.                                   |
|                   | Orde van Verdienste voor het Moederland in de Strijdkrachten van de Sovjet-Unie Tweede klasse Орден "За службу Родине в Вооружённых Силах" второй степени Orden "Za sloezjboe Rodine v Vooroezjonnich Silach" vtoroj stepeni  | 28 oktober 1974         | | De tweede klasse werd 589 maal uitgereikt.                           |
|                   | Orde van Verdienste voor het Moederland in de Strijdkrachten van de Sovjet-Unie Derde klasse Орден "За службу Родине в Вооружённых Силах" третьей степени Orden "Za sloezjboe Rodine v Vooroezjonnych Silach" tretjej stepeni | 28 oktober 1974         | | Deze derde klasse werd 69.576 maal uitgereikt.                       |

## Civiele orden van de Sovjet-Unie
| Kleinood en baton | Naam (Nederlands/Cyrillisch/Latijns schrift)                                                                             | Datum van oprichting | Beschrijving | Aantal dat werd verleend                             |
| ----------------- | --- | -------------------- | --- | ---------------------------------------------------- |
|                   | Orde van de Oktoberrevolutie Орден Октябрьской Революции Orden Oktjabrskoj Revoljoetsii                                  | 31 oktober 1967      | Ingesteld om de vijftigste verjaardag van de communistische revolutie van oktober 1917 te herdenken. De orde werd verleend aan burgers, instellingen en militairen die de staat of de verdediging van de Sovjet-Unie bijzonder hadden gediend. |                                                      |
|                   | Orde van de Rode Vlag van de Arbeid Орден Трудового Красного Знамени Orden Troedovovo Krasnovo Znameni                   | 28 december 1920     | Deze orde was het civiele equivalent van de Orde van de Rode Vlag en werd verleend voor bijzondere prestaties tijdens de arbeid. |                                                      |
|                   | Ereteken van de Sovjet-Unie Орден "Знак Почета" Orden "Znak Potsjeta"                                                    | 25 november 1935     | Deze orde werd aan burgers van de Sovjet-Unie verleend voor bijzondere resultaten behaald bij de productie, wetenschappen, de sociale en culturele sector en elders. Op 28 december 1985 werd de orde vervangen door de Orde van Eer. | meer dan 1.500.000 keer                              |
|                   | Orde van de Glorie van de Arbeid Eerste Klasse Орден Трудовой Славы первой степени Orden Troedovoj Slavy pervoj stepeni  | 18 januari 1974      | Deze orde was het civiele uitvoering van de "orde van de Glorie" en werd verleend voor opmerkelijke prestaties tijdens de arbeid. Net als de Orde van de Glorie werd de orde in drie klassen verleend en werd men altijd benoemd in de derde klasse. Daarna was bevordering mogelijk. De onderscheiding gaf recht op een pensioen en vrij reizen in het openbaar vervoer. | De eerste klasse van de orde werd 952 maal verleend. |
|                   | Orde van de Glorie van de Arbeid Tweede klasse Орден Трудовой Славы второй степени Orden Troedovoj Slavy vtoroj stepeni  | 18 januari 1974      | | Deze klasse werd meer dan 50.000 maal verleend.      |
|                   | Orde van de Glorie van de Arbeid Derde klasse Орден Трудовой Славы третьей степени Orden Troedovoj Slavy tretjej stepeni | 18 januari 1974      | | De derde klasse werd meer dan 650.000 maal verleend. |
|                   | Orde van de Volkerenvriendschap Орден Дружбы Народов Orden Droezjby Narodov                                              | 17 oktober 1972      | Deze orde werd verleend aan personen, organisaties, bedrijven, legereenheden en provincies (oblasten) voor het versterken van de vriendschappelijke banden tussen volkeren en rassen en het "bevorderen van de economische, culturele, politieke, wetenschappelijke en militaire ontwikkeling van de Sovjet-Unie".                                                        |                                                      |
|                   | Orde voor Persoonlijke Moed Орден "За Личное Мужество" Orden "Za Litsjnoje Moezjestvo"                                   | 28 december 1988     | Deze onderscheiding werd verleend voor opmerkelijke dapperheid bij het redden van levens, bij catastrofes, bij het bewaren van de openbare orde en bij het redden van de eigendommen van de staat. De orde werd ook verleend voor opmerkelijke dapperheid bij het tegengaan van criminaliteit, milieurampen en andere catastrofes.                                        |                                                      |

Opmerking: Een aantal Sovjetorden en medailles werd altijd zonder lint gedragen en er was geen lintje om op borst te naaien. Sinds het uiteenvallen van de Sovjet-Unie is aan een aantal van deze orden alsnog een lint toegevoegd. Zij zijn herkenbaar aan de asterisk (*).